# Нестеренко Анастасія Сергіївна
Анастасія Сергіївна Нестеренко (5 липня 1999 , Житомир ) — українська акторка кіно та телебачення, співачка.

## Життєпис
Анастасія Нестеренко народилася 5 липня 1999 року у Житомирі.
Навчалась в Київському національному університеті театру, кіно і телебачення імені Івана Карпенка-Карого (спеціальність — «актор театру та кіно»).
У 2019 році Нестеренко в конала головну роль у телесеріалі «Новенька» на Новому каналі. Разом зі співаком Mélovin вона записала дуетну пісню «Вітрила», яка стала саундтреком до телесеріалу.

## Фільмографія

### Кіно
- «Гуцулка Ксеня» (2019)
- «Кошмарний директор» (2019)
- «Шлях поколінь» (2023)
- «Буча» (2023)

### Телебачення
- «Відділ 44» (2015)
- «Жіночий лікар» (2017)
- «Принцеса-жаба» (2018)
- «Пошта» (2019)
- «Новенька» (2019)
- «По різних берегах» (2019)
- «Папаньки» (2020)
- «Love in Chains» (4 сезон)
- «Fair trade-2» (2023)
- «Несвістка» (2023)
- «Ціна втечі» (2023)
- «Позивний Тамада» (2024)
- «Прикордонники» (2024)